# Verónica Anzures

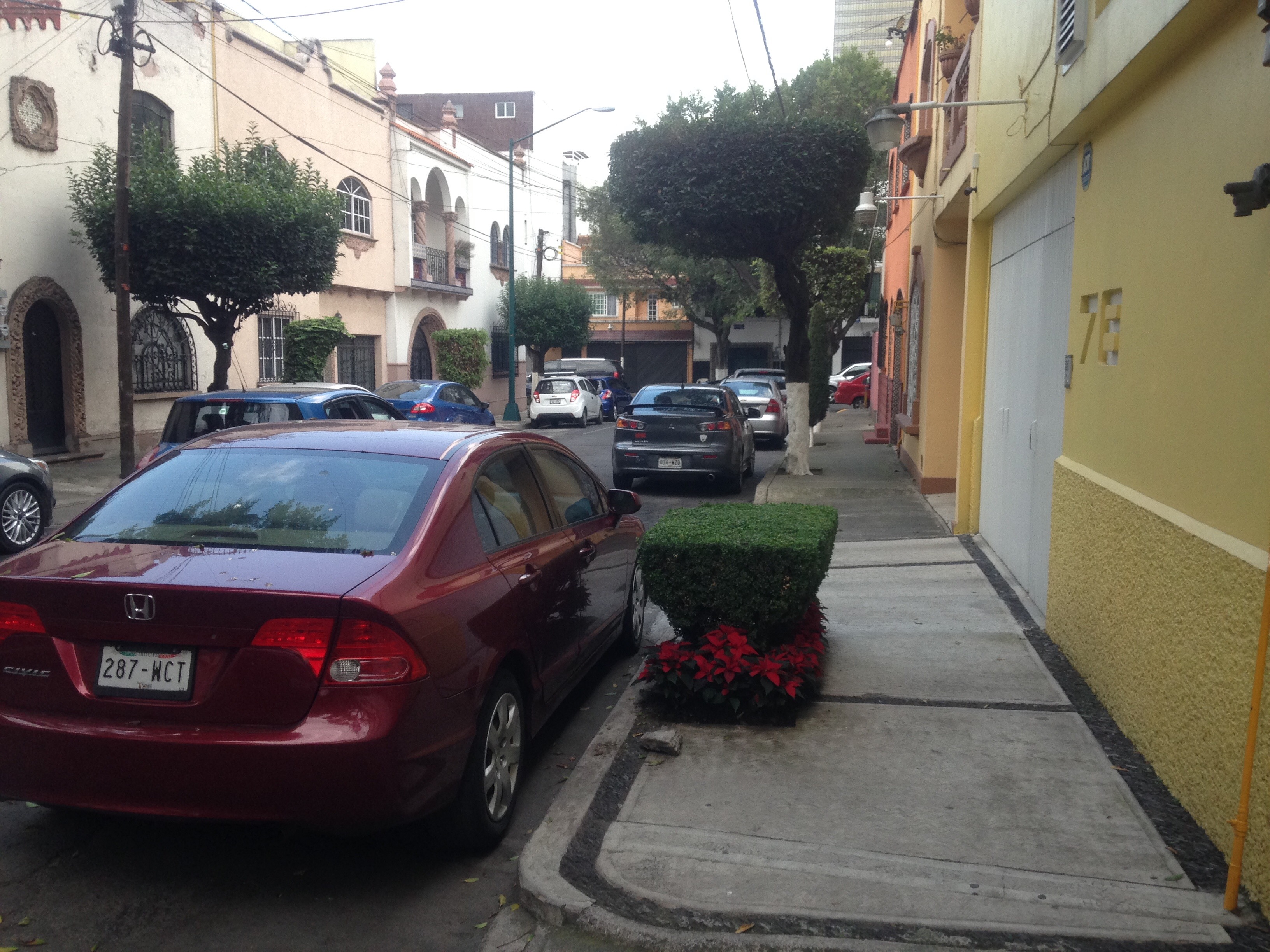
Sur de la colonia Verónica Anzures, Ciudad de México.

Verónica Anzures es una colonia situada al norte de la alcaldía Miguel Hidalgo de la Ciudad de México.  

## Historia
Durante el porfiriato, el bosque de Chapultepec estaba aún rodeado por grandes ranchos, como el de Anzures (otorgado siglos atrás a la Malinche), el de Polanco y el de La Teja, y las haciendas de los Morales y de la Condesa (propiedad esta última de los condes de Miravalle y posteriormente de la familia Escandón). La capilla de este rancho estaba consagrada a la Verónica.
Se fraccionó a inicios del siglo XX, en las secciones I y II de la antigua Hacienda de los Morales y la zona referida como "la Verónica", que actualmente es el Circuito Interior, es decir, la Calzada Melchor Ocampo.
Tradicionalmente, fue una zona residencial de transición entre la exclusiva zona de Polanco y Anzures, al centro de la delegación, y la zona industrial y de colonias populares al norte de esta, por lo que la colonia presenta características de ambas zonas.
El antropólogo Luis Barjau, nacido en la zona, narra el ambiente a principios de la década de 1950:
"Una zona urbana en el Distrito Federal de colonos clasemedieros pretensiosos, quienes quisieron emular a la entonces opulenta Polanco, pero en chiquito, a falta de los recursos de los habitantes de aquella. El modelo era cierta interpretación del american way of life, a la manera como entonces se entendía y adaptaba ahí: en el vestido masculino y femenino, el peinado, los alimentos, los aparatos electrodomésticos (que entonces entraron en auge), las revistas, la publicidad, el tipo de comercios locales (como las farmacias en nada parecidas a las de pueblo y las tiendas sin semejanza con los viejos estanquillos propios de la Ciudad de México), las escuelas, la predilección por las películas estadunidenses y la música como la que el lector acaba de escuchar; junto con cierta idea de en qué consistía mejorar su condición y apariencia sociales. Rasgo notable de esto último fue la creciente separación entre los espacios de las clases y castas urbanizadas y admiradoras de la cultura gringa, y aquellos de los pueblos de las clases y castas populares de origen mesoamericano o fuertemente relacionadas con ellas”
Con antiguos inmuebles de estilo colonial californiano y art decó al sur de la colonia, la emblemática Torre Ejecutiva Pemex al norte de la colonia mismo que durante dos décadas fue el edificio más alto de la capital. Entre los inmuebles que marcaron la historia del rumbo se halla el Colegio Franco Inglés, que abrió sus puertas en 1912 y por un tiempo fue la sede del Liceo Franco Mexicano, los jardines y pabellones de este centro educativo perduran sólo en la memoria, pues fueron reemplazados por el centro comercial Galerías de las Estrellas. Esta colonia sufrió un deterioro notable durante las últimas décadas del siglo XX. De ser un lugar de extensos bosques y grandes ranchos, actualmente la colonia cuenta únicamente con un solo parque público Pedro Plascencia Salinas nombrado así en homenaje póstumo del pianista y compositor mexicano. 
Desde la primera década del siglo XXI, experimenta un rejuvenecimiento demográfico y restauración arquitectónica intensiva, derivada de la gentrificación provocada por el llamado Nuevo Polanco y detonada por la construcción de grandes edificios residenciales.

## Topónimo, límites y comunicación
Sus límites geográficos son: 
- Avenida Marina Nacional, al norte, limítrofe con las colonias Tlaxpana y Anáhuac;
- Avenida Ejército Nacional Mexicano, al sur, limítrofe con la colonia Anzures.
- El Circuito Interior José Vasconcelos, al este, limítrofe con las colonias Cuauhtémoc y San Rafael;
- Bahía de San Hipólito, al este, limítrofe con la colonia Anáhuac.